# Moulage en plâtre

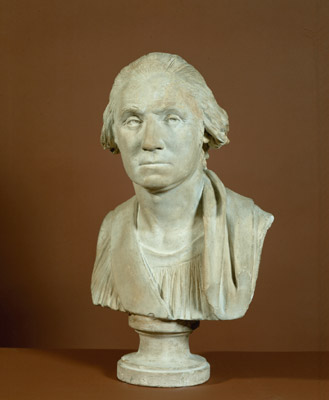
Moulage en plâtre du buste de George Washington par Jean-Antoine Houdon modelé d'après un masque réalisé en 1785.

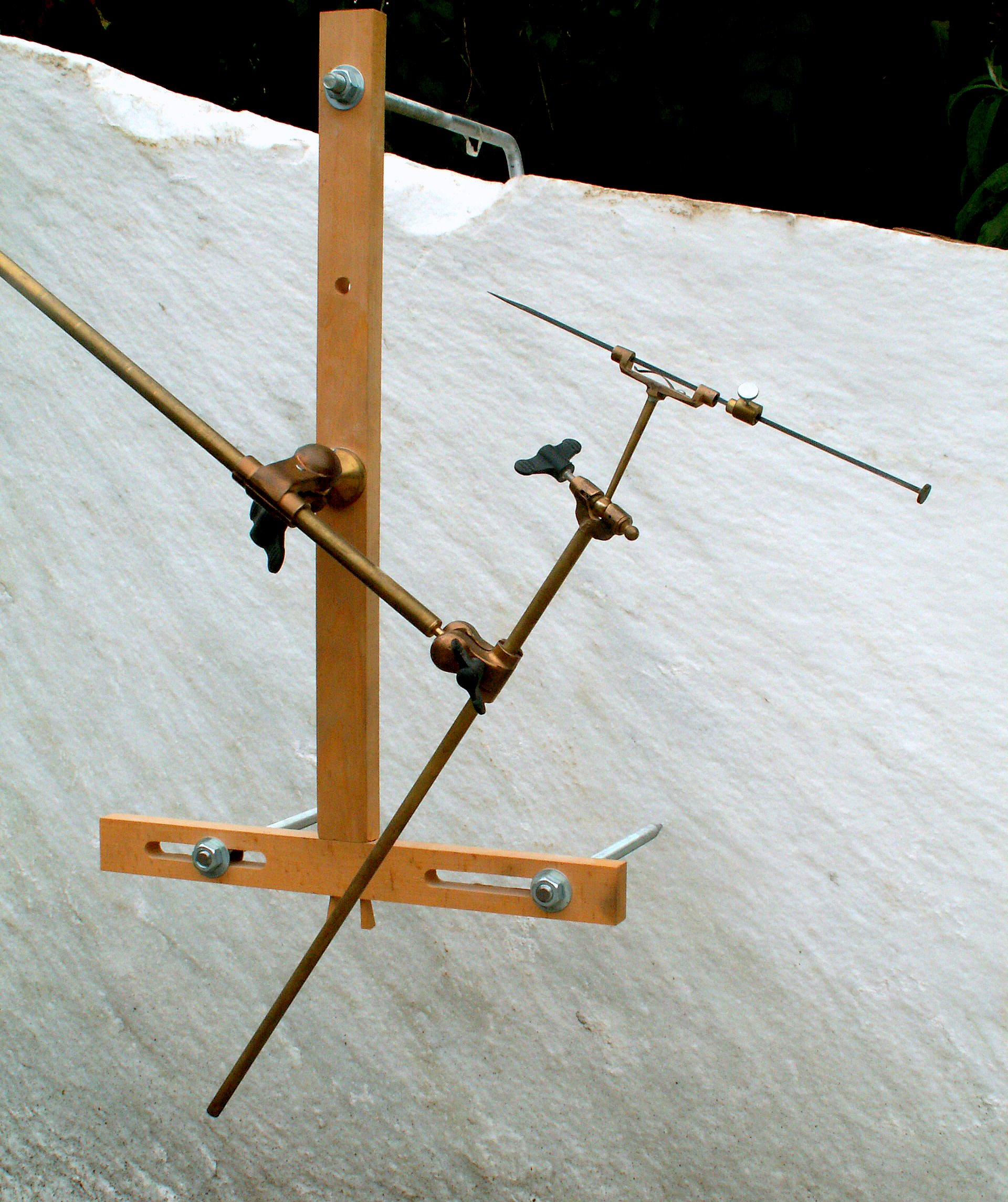
Pantographe des sculpteurs.

Un moulage en plâtre est une copie faite en plâtre d'une autre forme tridimensionnelle.
L'original à partir duquel on exécute le moulage peut être une sculpture, un élément architectural, un visage, un fossile ou d'autres vestiges tels que des empreintes de pas, fraîches ou fossilisées - en particulier en paléontologie dans le cas d'empreintes de pas de dinosaures, comme on peut en voir dans les musées d'histoire naturelle.
Parfois, on crée un moulage en plâtre en vue de réaliser des maquettes ou les premières ébauches de sculptures que l'on va finalement sculpter dans la pierre, en reportant les mesures exactes du moulage, par exemple à l'aide d'un pantographe des sculpteurs.

## Méthode

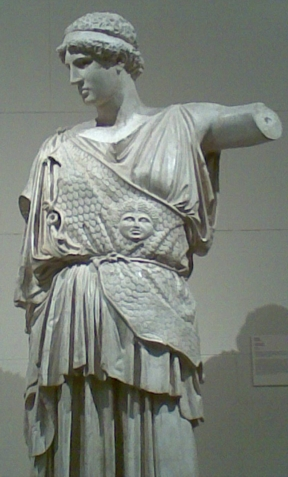
Reconstruction en plâtre de l'Athéna Lemnia, par Adolf Furtwängler, 1891, Albertinum de Dresde, copie au musée Pouchkine, Moscou.

Le plâtre est appliqué sur l'original pour créer un moule, c'est-à-dire une reproduction en négatif. Ce moule est ensuite retiré et l'on y coule du plâtre frais pour obtenir une copie positive en plâtre de l'original. Ces moules sont souvent complexes, constitués parfois de dizaines de pièces, de manière à reproduire les moindres parties rentrantes de l'original. Une autre solution plus récente est le recours à des moules souples en caoutchouc ou en silicone, maintenus par des formes en plâtre ou en polyester.

## Moulages mortuaires, ex-voto, et masques pris sur le vif

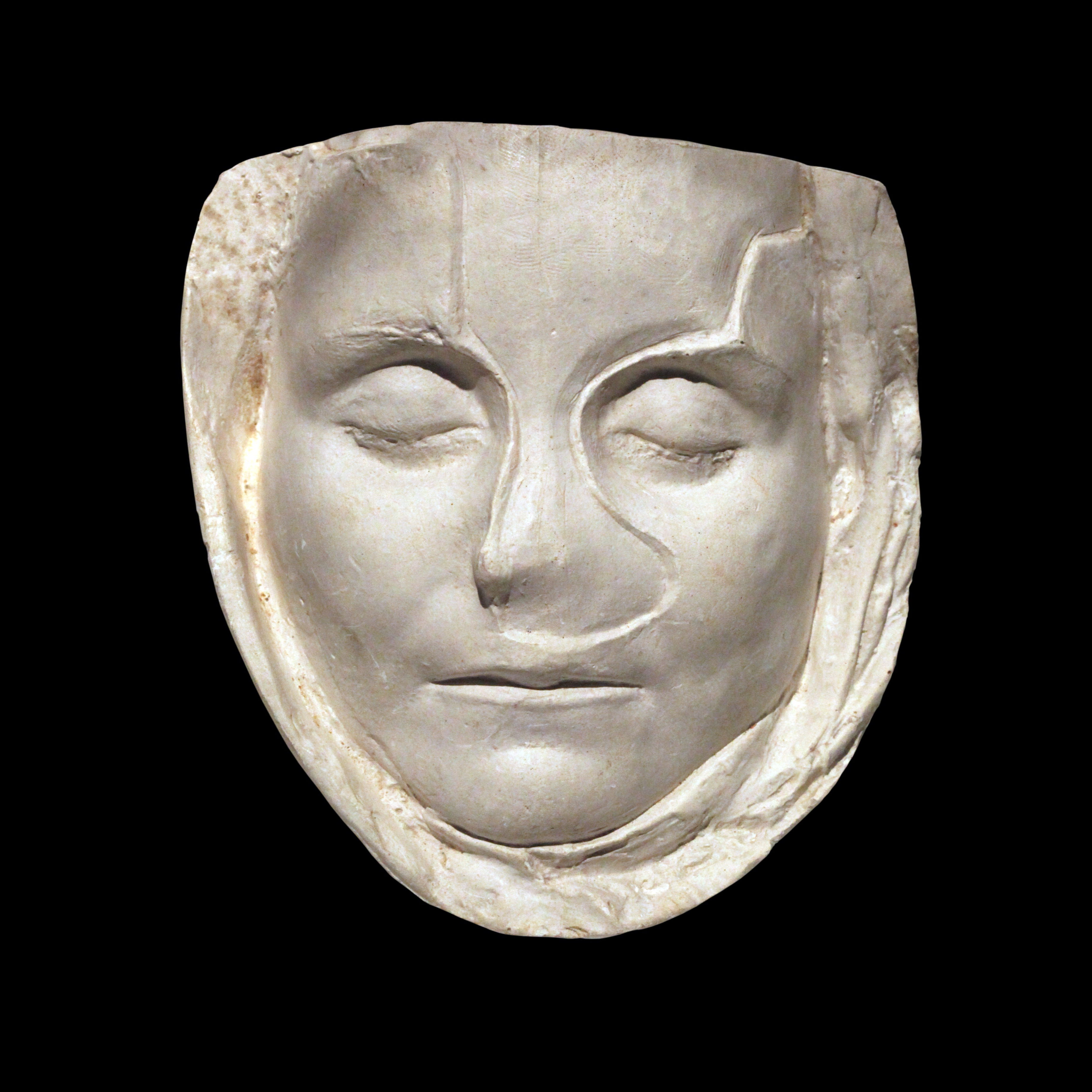
Masque funéraire d'une enfant. Culture romaine. Plâtre. Lugdunum (musée)
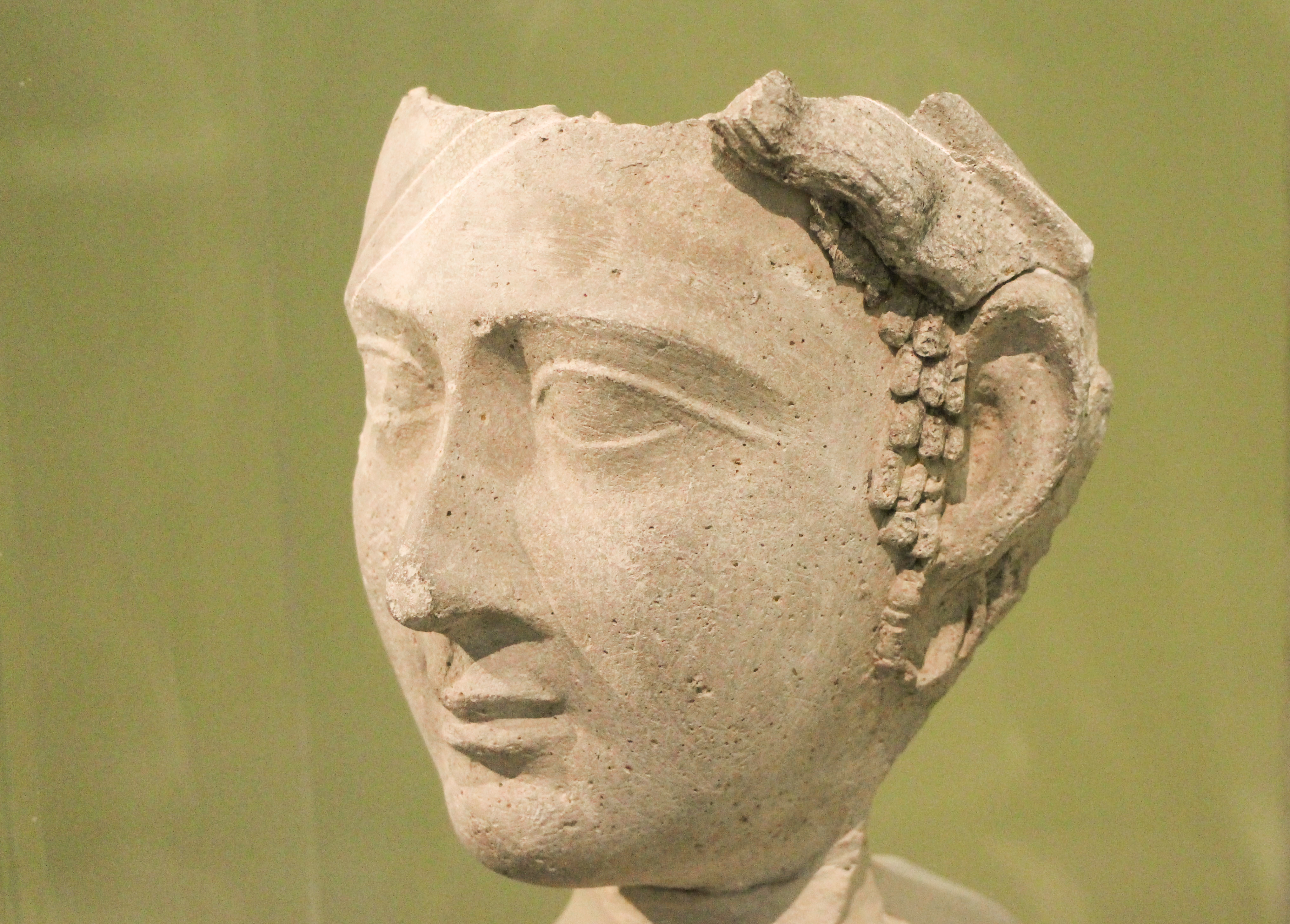
Masque funéraire. Égypte romaine, vers 40-55 EC. Lyon MBA
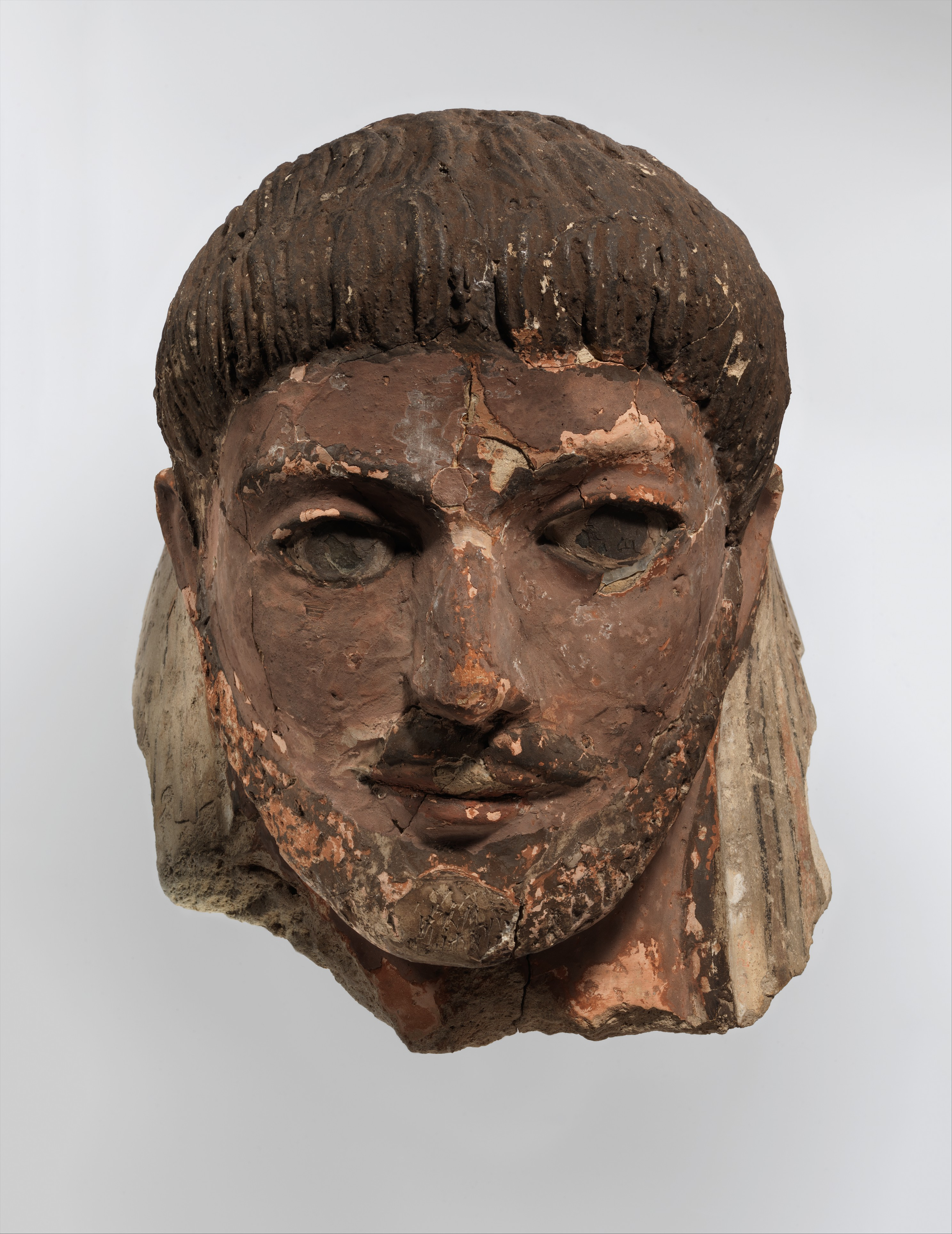
Portrait funéraire. Égypte romaine, v. 125. Plâtre peint. Met
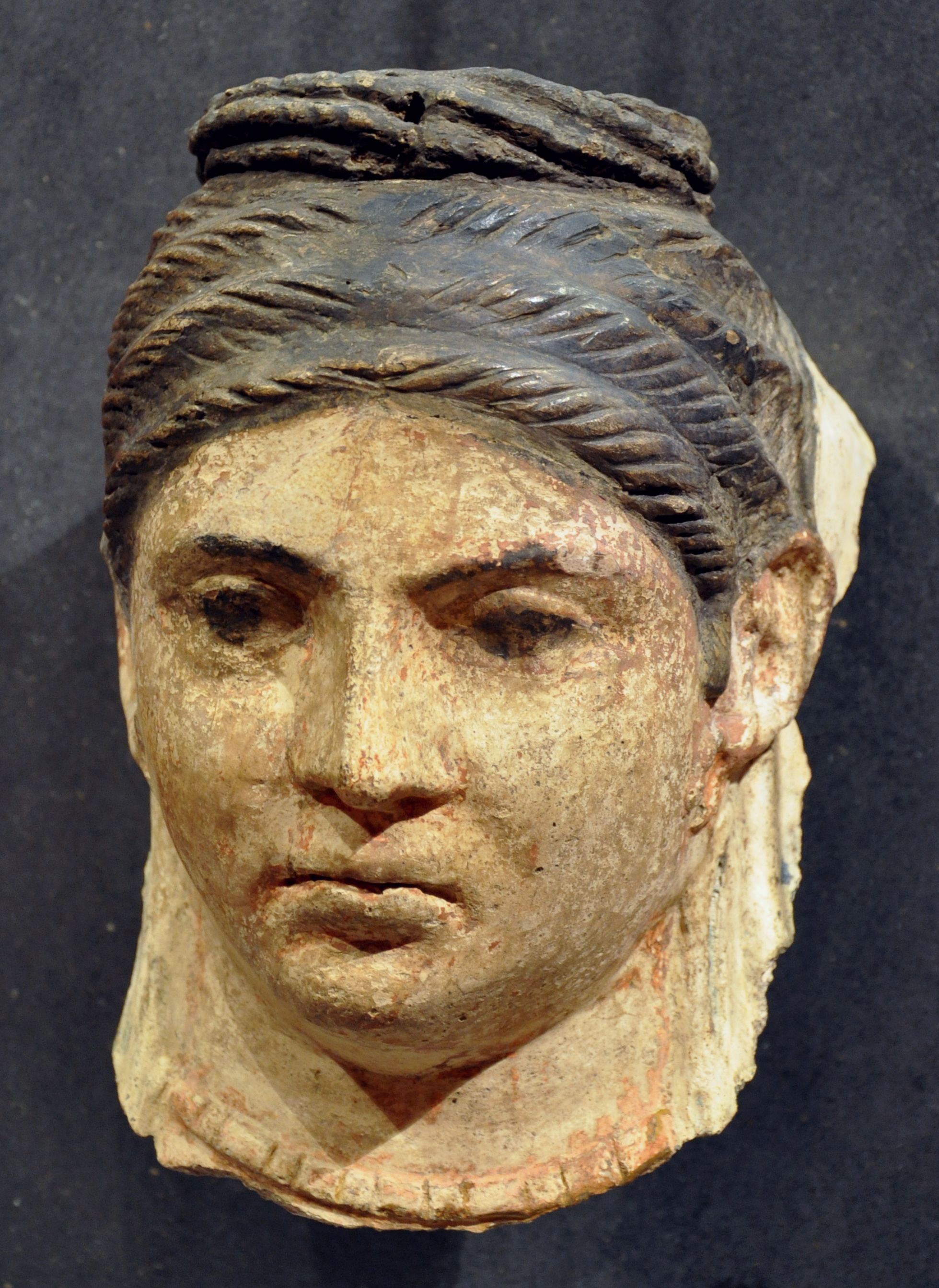
Portrait funéraire. Égypte romaine, IIe siècle. Plâtre peint. Liebieghaus
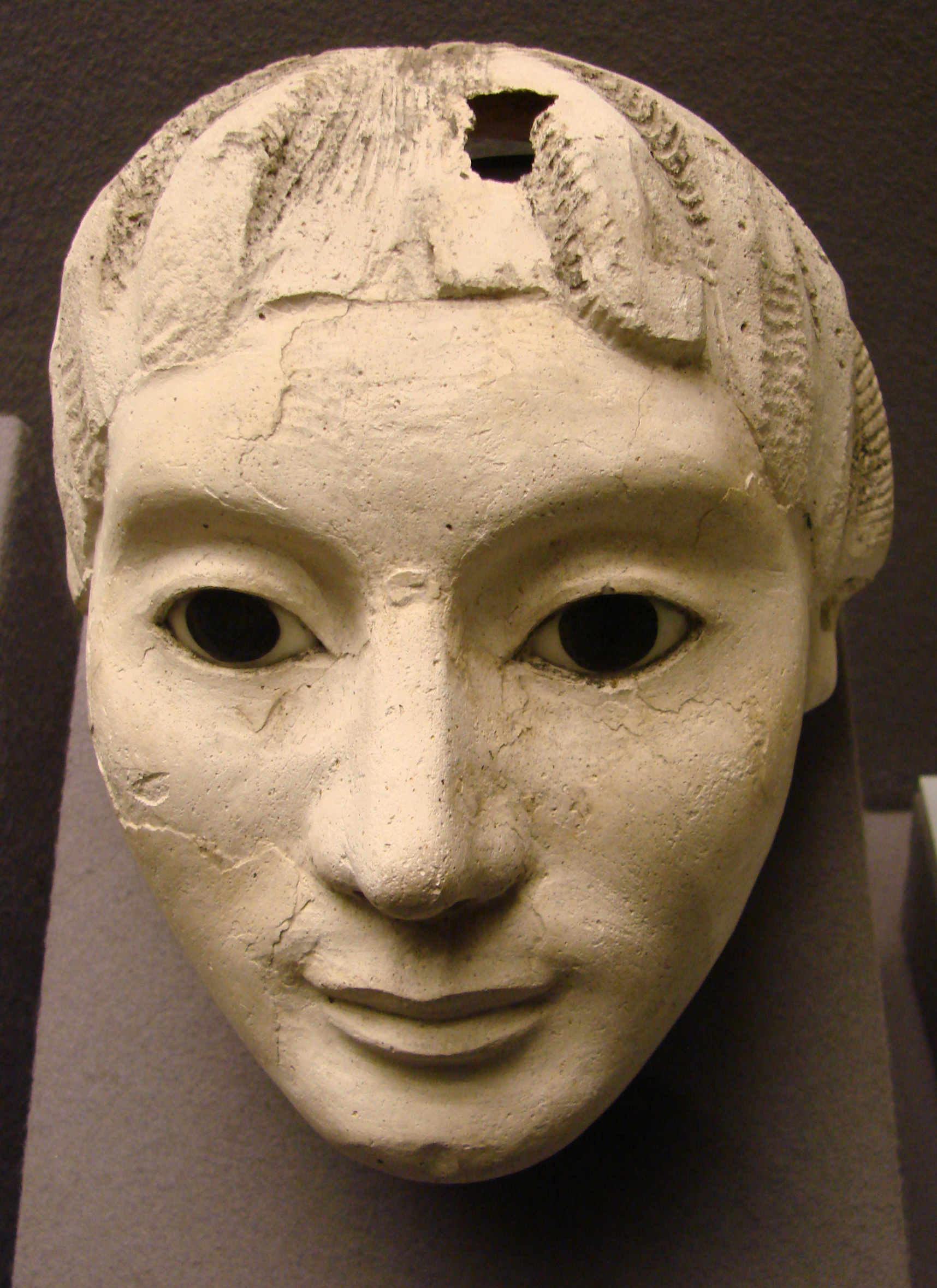
Portrait funéraire. Égypte romaine, IIe siècle. Plâtre stucqué, yeux incrustés. Musée de Picardie

Depuis l'Antiquité romaine on réalise des empreintes du corps, le plus souvent le visage seul pour garder une image d'un ancêtre. Ces portraits mortuaires étaient souvent en cire peinte. Quelques très rares exemplaires en ont été conservés, mais qui sont en plâtre. On a dû en faire des répliques pour les branches cadettes et collatérales, et le portrait en buste, en bronze et en marbre s'est ensuite imposé dans les familles les plus riches. Ils étaient disposés dans l'atrium. Cette tradition du moulage en plâtre s'inscrit aussi dans la réalisation d'ex-voto, de fragments du corps et de visages, voire de portraits en pied, costumés, qui ont beaucoup été réalisés aux XIVe et XVe siècles, en particulier à Florence. Cette pratique anticipait mais a aussi accompagné le naturalisme de la Renaissance en sculpture.
Les masques relevés par Houdon, lors de son voyage en Amérique en 1785 dans le projet de réaliser les portraits de La Fayette et de George Washington, ont été conservés. Le sculpteur n'a pas seulement gardé l'empreinte mais il a aussi ouvert les yeux, donné une expression au visage et monté le visage de La Fayette sur une écharpe serrée autour du cou.

## Historique des galeries de plâtres et musées des moulages

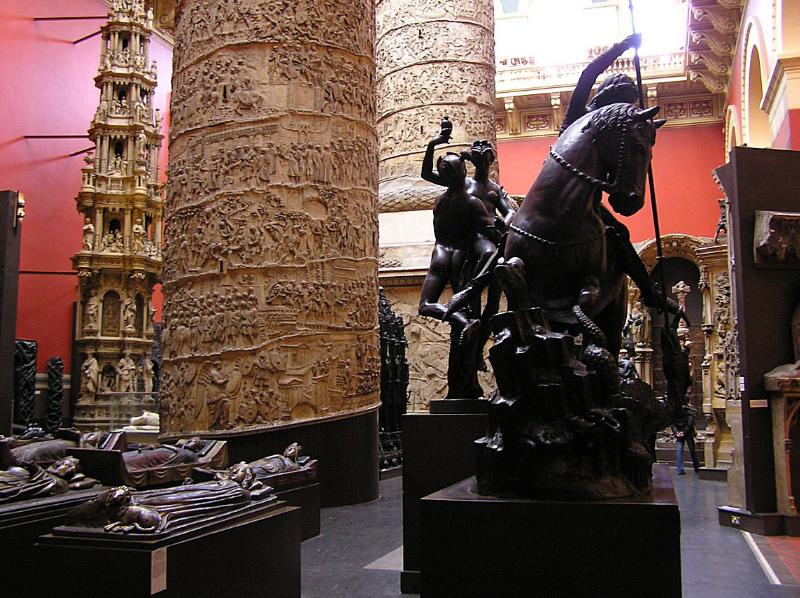
Collection de moulages du Victoria and Albert Museum.

La pratique consistant à reproduire en plâtre des sculptures célèbres remonte au XVIe siècle, avec la collection de moulages réunie à Milan par Leone Leoni. Ces collections privées sont cependant restées rares jusqu'au XVIIIe siècle.
L'utilisation de ces moulages se répand aux XVIIIe et XIXe siècles : en 1800, il y avait de vastes collections de moulages à Berlin, Paris, Vienne. En créant ainsi des copies de sculptures grecques et romaines conservées dans divers musées à travers l'Europe, on créait à bon compte des collections de référence à l'intention à des professionnels et amateurs, afin qu'ils puissent les consulter sans avoir nécessairement à voyager à l'étranger pour voir les originaux, ou bien en vue d'essais de polychromie ou de reconstitution, comme le fit Adolf Furtwängler pour sa reconstruction de l'Athéna Lemnia à partir de fragments épars, ou encore afin de combler des lacunes dans les collections d'un musée de sculpture réelle : par exemple, le British Museum a envoyé des moulages de certaines pièces de ses collections mésopotamiennes au Louvre en échange d'un moulage du Code de Hammurabi.
La technique du moulage a été appliquée plus tard pour des reliefs de l'ancienne Égypte et des frises mésopotamiennes, comme au British Museum, ou pour des sculptures médiévales et de la Renaissance, comme au Victoria and Albert Museum ou au musée Pouchkine.